# Youri Djorkaeff
Youri Djorkaeff (Lyon,  9 de marzo de 1968) es un exfutbolista francés, que jugó en las posiciones de delantero y más comúnmente, de mediapunta. Con la Selección de fútbol de Francia ganó la Copa Mundial de Fútbol de 1998 y la Eurocopa 2000. Es hijo del también futbolista 
Jean Djorkaeff.

## Trayectoria
Djorkaeff comenzó su carrera en 1984 en el club francés Grenoble, antes de pasar al RC Strasbourg en 1989, al AS Monaco en 1990 y luego al Paris Saint-Germain en 1995. En 1994, Djorkaeff lideró la División 1 en goles con 20. Ganó la Copa de la UEFA. Recopa con el PSG en 1996.
En 1996 fichó por el club italiano Inter de Milán. En su primera temporada, marcó 17 goles en 49 apariciones en todas las competiciones, anotando 14 goles en 33 apariciones en la Serie A; Con sus excelentes actuaciones, ayudó al club a conseguir el tercer puesto en la Serie A y también alcanzó la final de la Copa de la UEFA, en la que el Inter fue derrotado por el Schalke en los penaltis tras un empate global 1-1, aunque Djorkaeff pudo anotar su penalti. Durante el transcurso de la temporada, también marcó un gol memorable de tiro de bicicleta en la victoria en casa por 3-1 contra la Roma en la liga, el 5 de enero de 1997, que se considera uno de los mayores goles marcados en la historia del club.
Su siguiente temporada fue menos exitosa individualmente, ya que luchó por jugar bien junto al nuevo fichaje del club, Ronaldo, aunque colectivamente el Inter terminó la temporada en segundo lugar en la Serie A y ganó la Copa de la UEFA, derrotando a la Lazio. 3-0 en la final en el Parque de los Príncipes.En su tercera y última temporada con el equipo, tras el fichaje de Roberto Baggio, también tuvo problemas para encontrar espacio en el equipo y sufrió una nueva pérdida de forma; Además, el club finalmente terminó la temporada en octavo lugar, fuera de todos los posibles puestos de clasificación europea.
En 1999 se trasladó a Alemania y Kaiserslautern, ayudándolos a llegar a las semifinales de la Copa de la UEFA en 2001. Djorkaeff llamó la atención cuando fichó por el club inglés Bolton Wanderers en 2002, pero añadió mucha clase al equipo durante sus tres temporadas allí, lo que dio lugar a la creación de un "equipo de ensueño" internacional junto al complicado nigeriano Jay-Jay Okocha. y el excentrocampista del Real Madrid Iván Campo. Fue miembro del equipo que llegó a la final de la Copa de la Liga 2003-04. Luego se trasladó al Blackburn Rovers, pero abandonó el club después de jugar sólo tres partidos.
Luego, Djorkaeff firmó con MetroStars de la Major League Soccer en febrero de 2005, rechazando ofertas mejor pagadas de otros países. Se convirtió en el primer jugador francés en jugar en la MLS y terminó la temporada como MVP del equipo con diez goles y siete asistencias en la liga. Anunció desde el principio que colgaría las botas al final de la temporada 2006 y jugó para los New York Red Bulls renombrados. El 1 de julio de 2006, fue visto entre la multitud con los fanáticos franceses en el partido de cuartos de final de la Copa Mundial de la FIFA entre Francia y Brasil después de decirle a los funcionarios de Red Bulls que dejó el club para atender "un asunto familiar serio e inesperado en Francia". A su regreso, reveló que el propósito de su partida era estar con su madre enferma y restó importancia a ver el partido del Mundial. Se retiró del fútbol profesional el 29 de octubre de 2006.

## Clubes
| Club                 | País           | Año         | Partidos | Goles |
| -------------------- | -------------- | ----------- | -------- | ----- |
| Grenoble Foot 38     | Francia        | 1984 - 1989 | 82       | 23    |
| RC Estrasburgo       | Francia        | 1989 - 1990 | 35       | 25    |
| AS Mónaco            | Mónaco         | 1990 - 1995 | 155      | 59    |
| Paris Saint-Germain  | Francia        | 1995 - 1996 | 35       | 13    |
| FC Internazionale    | Italia         | 1996 - 1999 | 87       | 30    |
| 1. FC Kaiserslautern | Alemania       | 1999 - 2002 | 55       | 14    |
| Bolton Wanderers     | Inglaterra     | 2002 - 2004 | 75       | 20    |
| Blackburn Rovers     | Inglaterra     | 2004        | 3        | 0     |
| New York Red Bulls   | Estados Unidos | 2005 - 2006 | 40       | 10    |

## Palmarés

#### Campeonatos nacionales
| Título               | Equipo              | Sede    | Año     |
| -------------------- | ------------------- | ------- | ------- |
| Copa de Francia      | AS Monaco           | Francia | 1990-91 |
| Supercopa de Francia | París Saint-Germain | Francia | 1995    |

#### Campeonatos internacionales
| Título                 | Equipo (*)           | Sede                   | Año     |
| ---------------------- | -------------------- | ---------------------- | ------- |
| Recopa de Europa       | París Saint-Germain  | Bruselas               | 1995-96 |
| Copa de la UEFA        | Inter de Milán       | París                  | 1997-98 |
| Copa Mundial de Fútbol | Selección de Francia | Francia                | 1998    |
| Eurocopa               | Selección de Francia | Bélgica y Países Bajos | 2000    |
| Copa Confederaciones   | Selección de Francia | Corea del Sur y Japón  | 2001    |